# Deep Purple in Concert
Deep Purple in Concert è un album dal vivo del gruppo rock britannico Deep Purple, pubblicato nel 1980.

## Tracce
Tutte le tracce sono state scritte da Ritchie Blackmore, Ian Gillan, Roger Glover, Jon Lord e Ian Paice, eccetto dove indicato.
Side 1
1. Speed King – 6:20
2. Wring That Neck (Blackmore, Lord, Paice, Nick Simper) – 18:30

Side 2
1. Child in Time – 10:12
2. Mandrake Root (Blackmore, Rod Evans, Lord) – 17:20

Side 3
1. Highway Star – 6:29
2. Strange Kind of Woman – 8:34
3. Lazy – 8:57
4. Never Before – 3:48

Side 4
1. Space Truckin' – 22:14
2. Lucille (Al Collins, Richard Penniman) – 6:20

## Formazione
- Ritchie Blackmore - chitarra
- Ian Gillan - voce
- Roger Glover - basso
- Jon Lord - organo
- Ian Paice - batteria